# 閻摩
閻摩（IAST：Yama），又譯琰魔、閻魔、夜摩、剡魔、焰摩，尊稱為閻魔羅闍（IAST：Yamaraja；羅闍為「大王」之意。）、閻魔大王、夜摩天王，為印度神話中的死神，地位相當於希臘神話中的桑納托斯或是埃及神話的阿努比斯。在同源的波斯神话中，其名为贾姆希德。在《梨俱吠陀》中，他是第一個經歷死亡的人類，因此掌握了死亡的力量，成為居住在天界的神明。
根據吠陀的記載，閻摩是第一個死亡，到達天界樂土的凡人，因此，他成為亡靈的統治者，指引亡者靈魂到達天界。但是在之後的記載中，閰摩慢慢被認為是死亡之神。他也被認為是亡靈的守護神，掌管正義與法律。

## 字根
在梵文中，Yama有雙胞胎、成對的意思，因此在一些傳說中，閻摩有個雙胞胎妹妹，即閻蜜。此外，Yama也可以被引申為成對的繩束，有捆绑的意思。王（raja，拉者），則是尊勝、具威力的意思，是對於君主或皇帝的一種尊稱。
祂也被稱為迦羅（IAST：Kālá），字面意思為時間、命運或死亡。濕婆神也有同樣的稱號。

## 傳說
傳說閻摩（IAST：Yama）是太陽神蘇利耶之子。他自願死亡，為人類找出平安到達天界樂土之路，因此成為亡者之王。在《梨俱吠陀》中，閻摩羅闍居住在天界的乐土，人死后的灵魂都要到那里去见阎摩。阎摩有两条狗，是他的死神使者，经常在人间巡游，當发现有人快死的时候，就把他的靈魂引到天界。
在《梨具吠陀》中，他有一個雙胞胎妹妹。他的妹妹，名叫閻蜜（IAST：Yami），在某些傳說中，她是他的配偶。
隨著印度教發展，閻摩開始出現另一種性格。他居住的地方，由天界，被移到陰間。凡人在過世之後，因為生前所造的惡業，將進入到那落迦，接受閻摩的審判以及酷刑，以補償他生前的過錯。

## 歷史
閻摩在古代印度的起源至少可以追溯到公元前2000年左右。在伊朗神話中，就已經出現這個神明。
当时古印度人已經开始了在印度北部地区的發展，從那里開始了吠陀文化的种姓制度，开创了印度历史上的吠陀时期。白印度人當時使用比梵文更早的语言写成吠陀经典，其中最早的是《梨俱吠陀》。
古印度人婆羅門在印度西北发展出现代印度教的前身婆罗门教。吠陀经是婆罗门教的经典，因此阎摩的信仰在婆罗门教中被继承了下来，并有所变化。婆罗门教相信轮回，认为阎摩是传说中第一个死去的人。在遠古的印度人眼中，阎摩是個親切的死神，並不是一個可怕的神祇。阎摩會親率亡者穿越往天界的障礙，到達天界之後，阎摩還會與眾亡靈享用筵席。
但隨著古印度人婆羅門完全支配印度次大陸，生活在整個社會中最高層次的婆羅門為了鞏固種姓制度與統治地位，警惕人們不要犯罪，就把阎摩從一個和善的亡者之主描繪成死者與所有死神的君王，亦即地獄的主宰者，拥有眾多的下属。阎摩神从天界转入地界，被认为是专门监督死者生前的行为，并给与赏罚的神祇。阎摩也成為一個會用各種酷刑折磨不肖死者的恐怖神祇。這個做法令人們對閻摩這個神祇產生恐懼，並且隨著佛教和古婆羅門教文化的東來，傳到中國人的心中。

## 佛教及東亞文化中的閻羅王
大乘佛教繼承印度神話，將焰摩天王列為十二天之一，掌管夜摩天，但也認為閻摩為掌管地獄刑罰的神明，逐漸分化為兩個神明。隨著佛教傳入中國，閻摩主要被認為是掌管地獄刑罰的神明，華人尊稱其為閻羅王。
佛教從婆羅門教傳說吸收而來，認為有閻摩法王有二，一者居焰摩天爲其天主（“焰摩”是梵語yama的另一翻譯），一者居地獄爲其主管，稱爲閻羅王（即“閻魔羅阇”的簡稱）。後在中國地區演化為道教的十殿閻王。